# Alexander Madlung
Alexander Madlung (Braunschweig, 11 luglio 1982) è un ex calciatore tedesco, di ruolo difensore.

## Carriera
Dopo aver giocato con l'Hertha Berlino e Wolfsburg, a gennaio 2014 il giocatore rimane svincolato e così viene ingaggiato dall'Eintracht Francoforte, firmando un contratto fino a giugno 2015 con questa squadra.

## Statistiche

### Cronologia presenze e reti in nazionale
| Cronologia completa delle presenze e delle reti in nazionale ― Germania | Cronologia completa delle presenze e delle reti in nazionale ― Germania | Cronologia completa delle presenze e delle reti in nazionale ― Germania | Cronologia completa delle presenze e delle reti in nazionale ― Germania | Cronologia completa delle presenze e delle reti in nazionale ― Germania | Cronologia completa delle presenze e delle reti in nazionale ― Germania | Cronologia completa delle presenze e delle reti in nazionale ― Germania | Cronologia completa delle presenze e delle reti in nazionale ― Germania |
| Data                                                                    | Città                                                                   | In casa                                                                 | Risultato                                                               | Ospiti                                                                  | Competizione                                                            | Reti                                                                    | Note                                                                    |
| ----------------------------------------------------------------------- | ----------------------------------------------------------------------- | ----------------------------------------------------------------------- | ----------------------------------------------------------------------- | ----------------------------------------------------------------------- | ----------------------------------------------------------------------- | ----------------------------------------------------------------------- | ----------------------------------------------------------------------- |
| 7-10-2006                                                               | Rostock                                                                 | Germania                                                                | 2 – 0                                                                   | Georgia                                                                 | Amichevole                                                              | -                                                                       | 84’                                                                     |
| 28-3-2007                                                               | Duisburg                                                                | Germania                                                                | 0 – 1                                                                   | Danimarca                                                               | Amichevole                                                              | -                                                                       |                                                                         |
| Totale                                                                  |                                                                         | Presenze                                                                | 2                                                                       |                                                                         | Reti                                                                    | 0                                                                       |                                                                         |

## Palmarès

### Club

#### Competizioni nazionali
- Campionato tedesco: 1

Wolfsburg: 2008-2009